# Николаевка (Новосёловский район)
Никола́евка — деревня в Новосёловском районе Красноярского края России. Входит в состав Светлолобовского сельсовета.

## География
Деревня расположена в 22 км к северо-западу от районного центра Новосёлово.

## Население
| 2010 |
| ---- |
| 309  |

Гендерный состав
По данным Всероссийской переписи населения 2010 года 153 мужчины и 156 женщин из 309 чел.